# ألفرد ويليام إدل
ألفرد ويليام إدل (بالإنجليزية: Alfred William Edel)‏ هو صحفي أمريكي، ولد في 30 يوليو 1935، وتوفي في 3 يوليو 2005 بسبب سرطان.